# Раківка (Берестинський район)
Ракі́вка — село в Україні, у Берестинському районі Харківської області. Населення становить 46 осіб. Орган місцевого самоврядування — Старовірівська сільська рада.

## Географія
Село Раківка знаходиться на відстані 4 км від річки Берестовенька (правий берег). По селу протікає пересихаючий струмок з кількома загатами. На відстані 1 км знаходиться село Кирилівка. Поруч проходить автомобільна дорога М18 (E108). Через село проходить залізниця, станція Широкий.

## Населення

### Мова
Розподіл населення за рідною мовою за даними перепису 2001 року:
| Мова       | Кількість | Відсоток |
| ---------- | --------- | -------- |
| російська  | 45        | 97.83%   |
| українська | 1         | 2.17%    |
| Усього     | 46        | 100%     |

## Економіка
- Птахо-товарна ферма.

## Об'єкти соціальної сфери
- Школа.

## Люди
В селі народилася Смирнова Євдокія Давидівна (нар. 1924) — український радянський біолог, лауреат Шевченківської премії.